# Arkeoastronomi

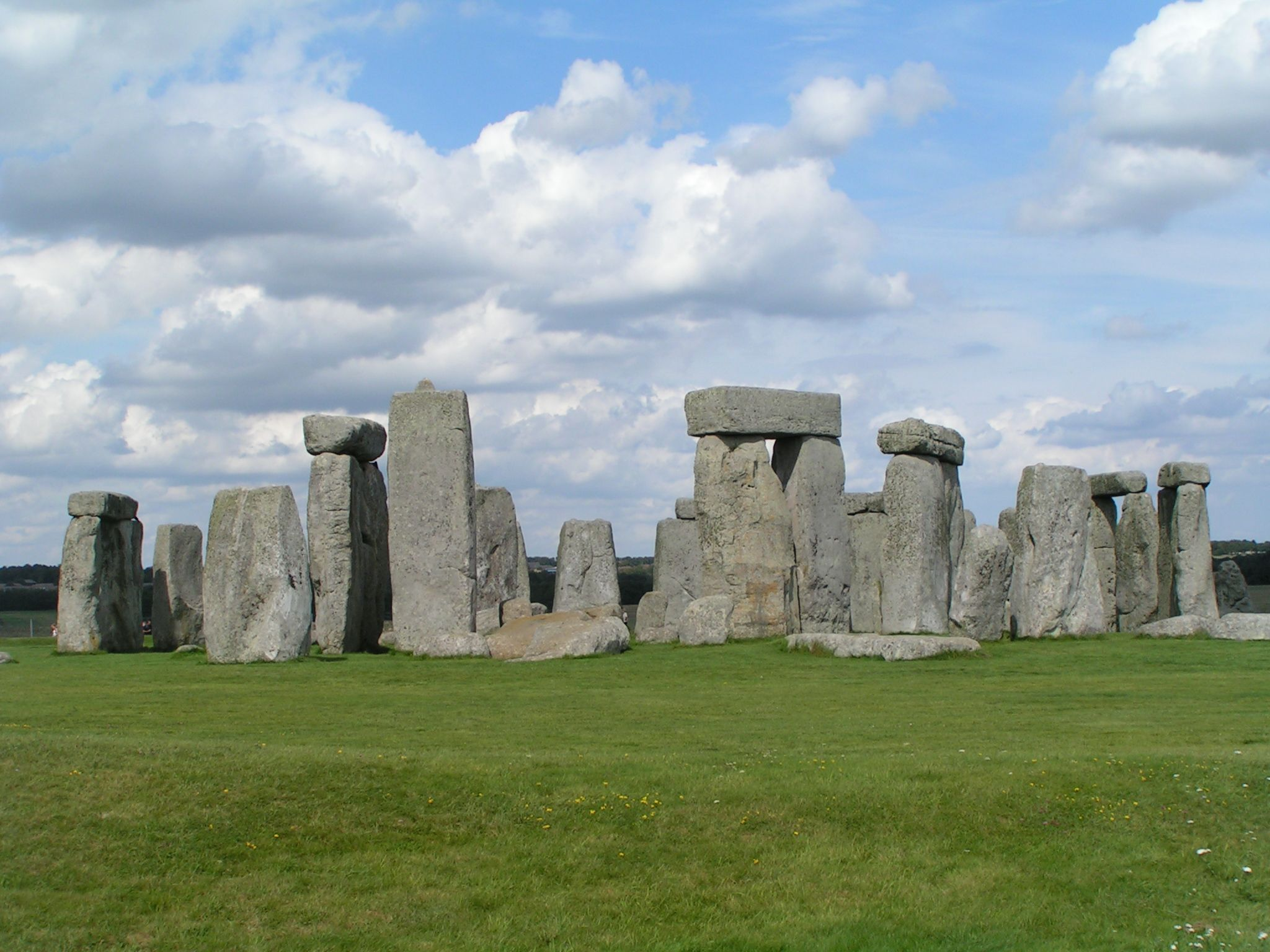
Stonehenge i Wiltshire, England.

Arkeoastronomi (av arkeologi och astronomi) är det tvärvetenskapliga studiet av forntida kulturers observationer av och föreställningar om himlafenomen, främst genom studier av arkeologiskt material. 
Arkeoastronomi granskar människans världsbild och dess utveckling före teleskopens tillkomst, de äldsta astronomiska observationerna i ett förhistoriskt Europa, Egypten, Mesopotamien, antikens Grekland och Italien. Den behandlar också europeisk astronomi under första årtusendet efter vår tideräknings början, islamisk världsbild och vetenskap. Läran om himlakropparna i Östasien, astronomiska föreställningar i Indonesien, Australien och Polynesien behandlas likaså. Vidare behandlas prekolumbiansk kosmologi hos mayakulturen, aztekerna och inkafolket, stjärnskådning hos Nordamerikas ursprungsbefolkning och vissa delar av Afrika, stjärnhimlen som den naturliga kalendern och nattens kompass, stjärnbilderna och deras namn. Föreställningar om   stjärnorna och tideräkning på Island och bland inuiter och samer hör också hit.

## Historia
Arkeoastronomi är förhållandevis ung som en egen vetenskapsgren även om dess frågeställningar kan spåras tillbaka åtminstone till 1700-talet. Man brukar anse att den grundades under första halvan av 1960-talet med några artiklar i tidskriften Nature av astronomen Gerald Hawkins. I artiklarna försökte han bevisa att det i det stora stenmonumentet Stonehenge i södra England finns syftlinjer mot viktiga upp- och nedgångar för solen och månen. Arkeoastronomi och etnoastronomi ingår som underavdelningar i IAU-kommission nummer 41, "History of Astronomy",  inom Internationella astronomiska unionen. I Sverige har undervisning i arkeoastronomi bedrivits på universitetsnivå i form av olika orienteringskurser sedan 1990-talet.

## Etnoastronomi
Arkeoastronomi har det mesta gemensamt med disciplinen etnoastronomi (av etnologi och astronomi), som också studerar myter och tidig vetenskap i olika kulturer. Här fokuserar man på astronomins roll i framväxten av en världsåskådning inom olika kulturer. Utifrån dagens moderna astronomi söker man perspektiv på denna utveckling. Speciellt betonas sambandet mellan himmelska fenomen och myter i forntidens civilisationer samt att kunskap, myter och sägner om världsalltet skiljer sig mellan och inom olika kulturer beroende på plats, samhällsskikt och kontakter mellan olika civilisationer.
Denna vetenskap använder många olika källor, bland annat forntida astrologiska skrifter, kalendrar och monument. Trenden vid studier såväl av dokument som i fält är att specialister på egna discipliner inom astronomi, arkeologi, etnografi, kalligrafi, historia, filosofi, psykologi, sociologi, religionsvetenskap med flera engageras i samordnade aktioner, snarare än att som traditionellt enstaka forskare söker behärska hela området. Den ställer alltså stora krav på tvärvetenskap.
För både etnoastronomin och arkeoastronomin gäller den vetenskapliga metoden.

## Platser

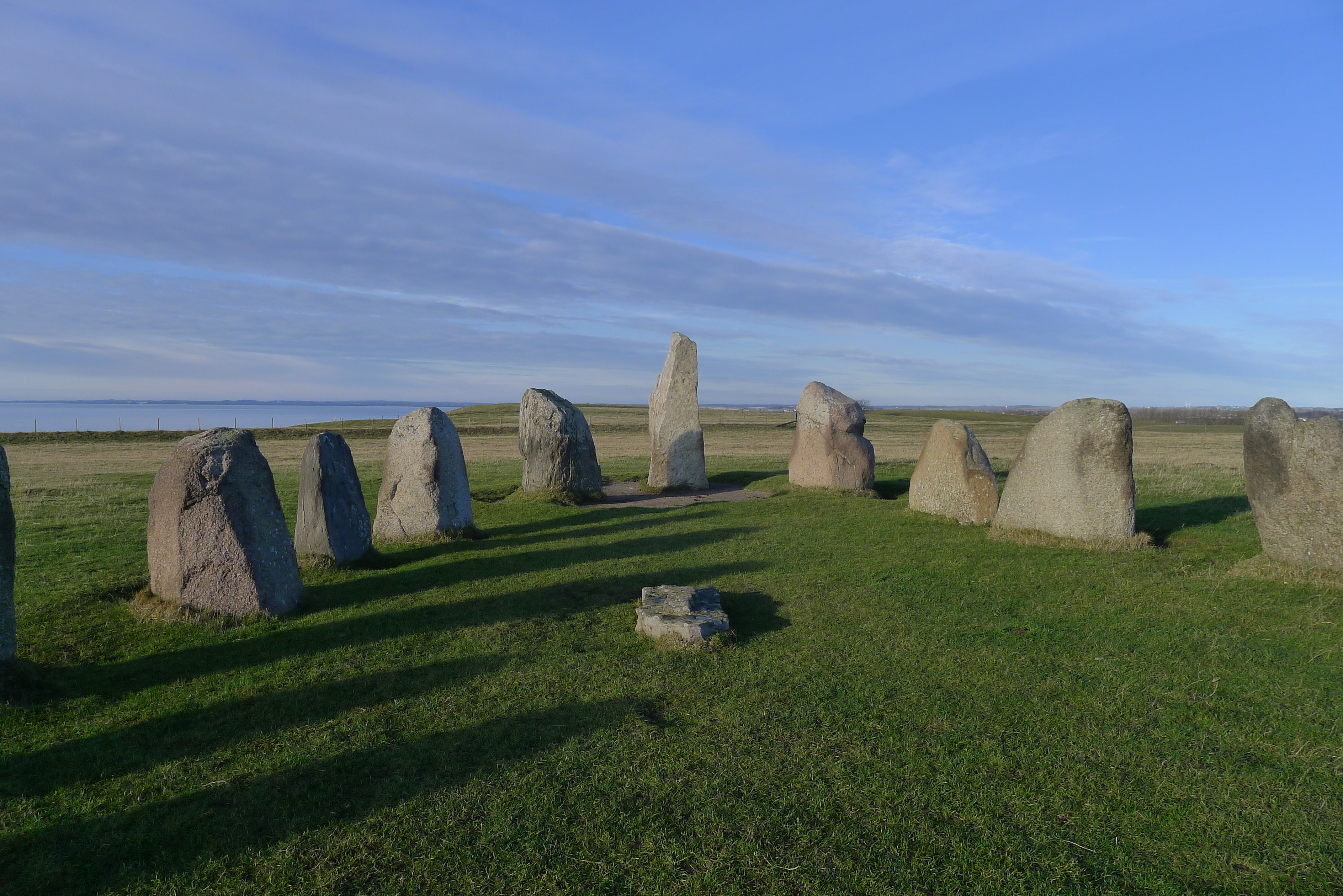
Ales stenar i Skåne, Sverige.

Några platser av arkeoastronomiskt intresse.
- Ales stenar, Kåseberga, Österlen, Skåne
- Nabta Playa, Nubiska öknen, Egypten
- Forntida Egyptens pyramider
- Newgrange, Knowth Irland
- Skeppssättningar
- Arkaim, Ryssland
- Ballochroy, Skottland
- Carnac, Frankrike
- Stonehenge triliter och andra
- Megalitiska monument synbart uppradade mot celesta kroppar eller händelser
- Gosecks solcirkel
- Cahokia Mounds, Illinois
- Chaco Canyon, New Mexico; orienteringar,  inriktningar,  uppradande
- Chichen Itza, Yucatan; El caracol, “observatorium”
- Monte Albán, Oaxaca; zenit tub
- Teotihuacan, Mexiko; kors-hackade? cirklar som översikts-markörer
- Uxmal, Yucatan; Venus inriktning av "Guvernörspalatset"
- Xochicalco, Morelos, Mexiko; zenit tub

## Artefakter

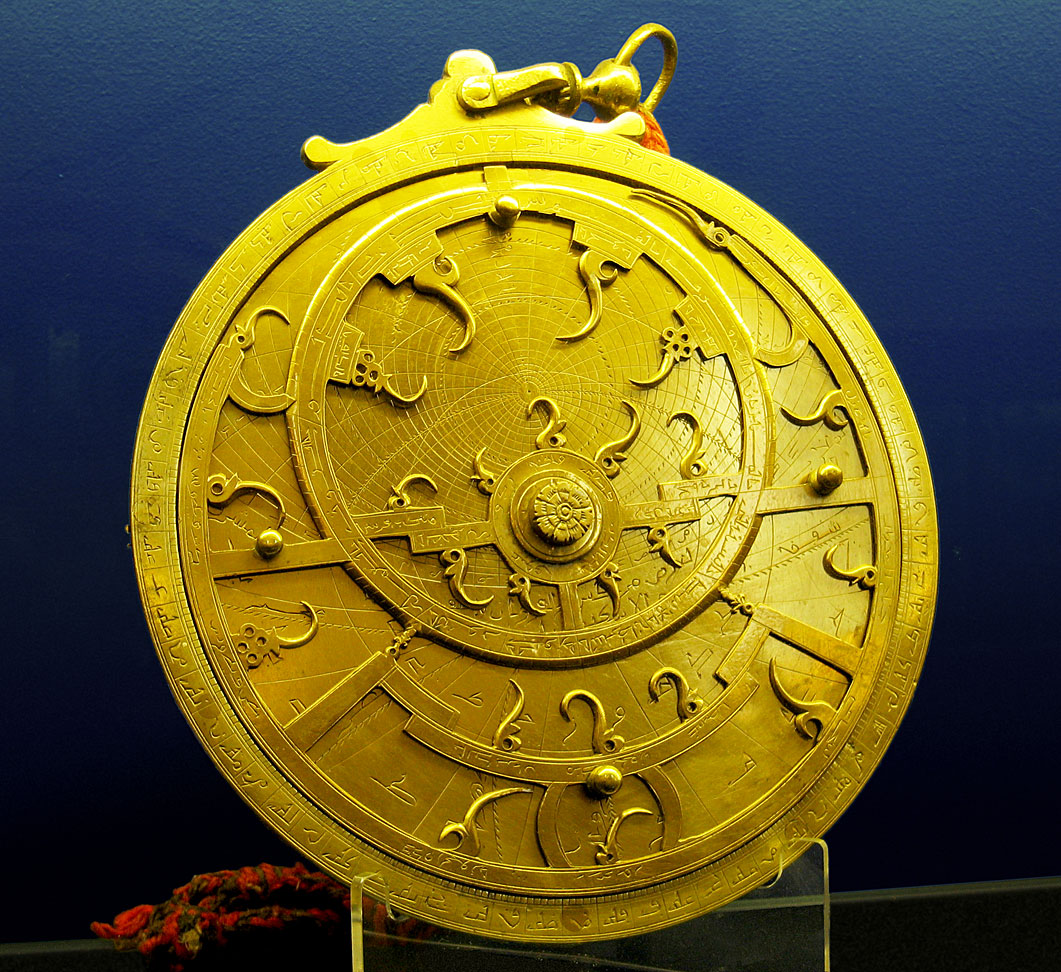
Ett astrolabium av persisk modell.

Artefakter som belyser arkeo- och etnoastronomi.
- Forntida kalendrar baserade på astronomiska observationer
- Antikytheramekanismen, en mekanisk astronomisk kalender
- Nebra-skivan, himmelsskiva från Nebra från bronsåldern
- Kinesiska kalenderspeglar
- Aztekkalenderns solsten och andra
- Artificiella monoliter
- Armillarsfär
- Astrario av Giovanni De' Dondi
- Astrolabium
- Astronomiskt ur
- Gnomon
- Orreri
- Planetarium
- Torquetum